# Peperomia beckeri
Peperomia beckeri är en pepparväxtart som beskrevs av E.F. Guimaraes & R.J. V. Alves. Peperomia beckeri ingår i släktet peperomior, och familjen pepparväxter. Inga underarter finns listade i Catalogue of Life.